# Torsten Wiesel
Torsten Nils Wiesel, född 3 juni 1924 i Uppsala, är en svensk neurofysiolog och läkare. Han tilldelades 1981 Nobelpriset i fysiologi eller medicin tillsammans med David H. Hubel för deras upptäcker om hur synintryck behandlas i hjärnbarken.
Wiesel föddes i Uppsala och påbörjade sin akademiska karriär på Karolinska Institutet för att sedan flytta till USA 1955. Under sin tid som neurofysiologistudent arbetade han ett år på olika mentalsjukhus i Stockholmsområdet. I USA blev han 1973 chef för den neurobiologiska fakulteten vid Harvard Medical School och var 1991-1998 rektor vid The Rockefeller University. Vid 85 års ålder har Wiesel flyttat hem till Sverige igen, men är fortfarande aktiv inom olika styrelser och driver forskningslaboratorier utomlands.
Mellan åren 1995 och 2007 var Wiesel gift med den amerikanska författaren Jean Stein.
Wiesel är sedan 1995 utländsk ledamot av Kungliga Vetenskapsakademien.